# Monsuno
Monsuno é um desenho animado produzido pela Jakks Pacific e FremantleMedia Enterprises em parceria com o estúdio japonês Dentsu Entertainment Inc. O desenho estreou no Brasil no dia 5 de maio de 2012 na Nickelodeon Brasil. O desenho é também exibido em Portugal pelo Nickelodeon Portugal e pela SIC. A série foi renovada para uma segunda temporada, intitulada de "Combat Chaos" (no Brasil, Combatendo o Caos), que foi ao ar no primeiro semestre de 2013 no Brasil. Houve uma terceira temporada que reteve o mesmo nome, porém não foi dublada.

## Enredo
A série gira em torno de "re-despertado DNA de animals" chamado Monsuno que encontra o seu caminho para as mãos inocentes de aventura em busca de adolescentes Chase, Jinja, e Bren. Acompanhados pelos seus Monsuno, Lock, Charger, e Quickforce, eles estão procurando o pai de Chase ,Jeredy, o criador do Monsuno. Eles logo juntam-se a Bayou, um monge do Himalaia junto com seu Monsuno Glowblade,que muitas vezes fala de cinco pessoas que, com a ajuda de seu Monsuno, poderia mudar o mundo.Dax, um adolescente que com o seu Monsuno Airswitch, opõe-se à equipe e é odiado entre a maioria das pessoas. A equipe ainda tem que fazer amizade com ele e convencê-lo a se juntar a sua causa. Eles estão em fuga de uma agência chamada S.T.O.R.M. e da organização Eklipse. .
Na segunda temporada, a Equipe Core-Tech luta contra mais duas facções: Mãos do Destino, um grupo de indivíduos misteriosos que querem a visão Monsuno de Chase, e a Resistência Forge, uma pequena organização terrorista que usam Monsunos mecânicos.